# Михаил (Анищенко)
Епи́скоп Михаи́л (греч. Επίσκοπος Μιχαήλ, укр. Єпископ Михаїл, в миру Михаи́л Алексе́евич Ани́щенко укр. Михайло Олексійович Аніщенко; род. 18 сентября 1976, Хабаровск) — архиерей Константинопольской православной церкви, титулярный епископ Команский (с 2020), глава ставропигии Константинопольского патриарха (Андреевской церкви) в Киеве (с 2019).

## Биография
Родился 18 сентября 1976 года в Хабаровске, в семье военнослужащего. После возвращения на родину семья жила в Луцке.
В 1994 году поступил в Волынскую духовную семинарию УПЦ (МП), которую успешно окончил в 1998 году.
В марте 1997 года архиепископом Нифонтом (Солодухой) был хиротонисан во диакона, а в декабре — во пресвитера. Сначала собирался поступить в братию Почаевской лавры, но Нифонт уговорил его остаться на Волыни, чтобы там послужить развитию церковной жизни и возрождению монашества. Однако в Крестовоздвиженский Чарторыйский монастырь, созданный в 1996 году, настоятелем назначили другого священника, а иеромонаха Михаила в 1997 году постригли в рясофор и оставили служить в Луцке.
В 1997—2007 годы был клириком кафедрального собора Всех Святых земли Волынской Волынской епархии Украинской православной церкви в Луцке. Был преподавателем и секрётарем учёного совета Волынской духовной семинарии. Дистанционно обучался в Православном Свято-Тихоновском гуманитарном университете.
С 2007 по 2012 год обучался в богословском институте Афинского университета, а затем несколько лет обучался богословию и каноническому праву в Институте повышения квалификации при Православном центре Константинопольского патриархата коммуне Шамбези, в кантоне Женева.
С 2011 по 2019 год был настоятелем храма преподобного Алипия Столпника Константинопольского патриархата в Анталии (Турция), которая относится к Писидийской митрополии.
1 ноября 2013 года митрополит Эммануил (Адамакис) сообщил, что Синод не утвердил двоих кандидатов на пост главы Архиепископии русских православных церквей в Западной Европе: Григория (Папатомаса) и Симеона (Коссека). Для обеспечения реальности выбора Священный синод представил две кандидатуры: архимандрита Виссариона (Комзиаса) и иеромонаха Михаила (Анищенко). В тот же день на выборах получил только девять голосов из 151. В 2013 году патриархом Константинопольским Варфоломеем был возведён в достоинство архимандрита.
Во время заседания Священного синода Константинопольского патриархата (с 9 по 11 января 2019 года) архимандрит Михаил был назначен председателем Киевской ставропигии Вселенского патриарха. 30 января 2019 года в день памяти Трех Святителей в храме святого апостола Павла и преподобного Алипия в Антилье в конце Божественной литургии попрощался со своей паствой.
2 февраля 2019 года в Андреевской церкви состоялась хиротесия архимандрита Михаила в экзарха Константинопольского патриархата в Киеве, которую возглавил митрополит Галльский Эммануил (Адамакис) в сослужении греческих иерархов. 3 февраля принял участие в интронизации митрополита Епифания (Думенко).
6 октября 2020 года Священным синодом Константинопольской православной церкви был избран для рукоположения в сан титулярного епископа Команского. 16 октября того же года патриаршем соборе святого Георгия на Фанаре состоялся чин объявления об избрании архимандрита Михаила епископом («Μέγα Μήνυμα»). 8 ноября 2020 года в соборе Святого Георгия на Фанаре был хиротонисан во епископа. Хиротонию совершили: патриарх Константинопольский Варфоломей, митрополит Мирликийский Хризостом (Калаидзис), митрополит Иконийский Феолипт (Фенерлис), а также иерархи Православной церкви Украины: митрополит Переяславский и Вишневский Александр (Драбинко) и епископ Владимир-Волынский и Турийский Матфей (Шевчук).
Владеет украинским, русским, греческим, турецким, английским и французским языками.